# Rhinoppia subpectinata
Rhinoppia subpectinata är en kvalsterart som först beskrevs av Oudemans 1900.  Rhinoppia subpectinata ingår i släktet Rhinoppia och familjen Oppiidae. Inga underarter finns listade i Catalogue of Life.